# Anjan Bista
Anjan Bista (en nepalí: अञ्जन विष्ट; Hetauda, 15 de mayo de 1998) es un futbolista nepalí que juega en la demarcación de delantero para el Lalitpur City FC de la Liga de Fútbol de Nepal.

## Selección nacional
Tras jugar en la selección de fútbol sub-17 de Nepal, la sub-20 y la sub-23, finalmente el 31 de octubre de 2014 hizo su debut con la selección absoluta en un encuentro contra Filipinas que finalizó con un resultado de 3-0 a favor del combinado filipino tras los goles de Phil Younghusband, Mark Hartmann y Simon Greatwich. Además disputó el Campeonato de la SAFF 2015, el de 2018 y 2021.

### Goles internacionales
| # | Fecha                    | Estadio                                                | Oponente     | Gol | Resultado | Competición                        |
| - | ------------------------ | ------------------------------------------------------ | ------------ | --- | --------- | ---------------------------------- |
| 1 | 10 de septiembre de 2019 | Estadio Municipal de Taipéi, Taipéi, China Taipéi      | China Taipéi | 0-1 | 0-2       | Clasificación para el Mundial 2022 |
| 2 | 10 de septiembre de 2019 | Estadio Municipal de Taipéi, Taipéi, China Taipéi      | China Taipéi | 0-2 | 0-2       | Clasificación para el Mundial 2022 |
| 3 | 29 de mayo de 2021       | Estadio Al Fayhaa, Basra, Irak                         | Irak         | 1-1 | 6-2       | Amistoso                           |
| 4 | 3 de junio de 2021       | Estadio Internacional Jaber Al-Ahmad, Kuwait, Kuwait   | China Taipéi | 1-0 | 2-0       | Clasificación para el Mundial 2022 |
| 5 | 2 de septiembre de 2021  | Estadio Dasarath Rangasala, Katmandú, Nepal            | India        | 1-0 | 1-1       | Amistoso                           |
| 6 | 4 de octubre de 2021     | Estadio Nacional de Fútbol de Maldivas, Malé, Maldivas | Sri Lanka    | 0-2 | 2-3       | Campeonato de la SAFF 2021         |
| 7 | 13 de octubre de 2021    | Estadio Nacional de Fútbol de Maldivas, Malé, Maldivas | Bangladés    | 1-1 | 1-1       | Campeonato de la SAFF 2021         |

## Clubes
| Club                    | País  | Año       | Partidos | Goles |
| ----------------------- | ----- | --------- | -------- | ----- |
| Nepal APF Club          | Nepal | 2015-2016 | 14       | 8     |
| Nepal Police Club       | Nepal | 2016-2018 |          |       |
| Manang Marshyangdi Club | Nepal | 2018-2021 | 26       | 11    |
| Lalitpur City FC        | Nepal | 2021-     | 8        | 3     |